# السيد أحمد عبد الخالق
السيد أحمد أحمد عبد الخالق وزير التعليم العالي في وزارة إبراهيم محلب الثانية التي أدت اليمين الدستورية في 17 يونيو 2014 ، من مواليد 14 سبتمبر 1954 محافظة الدقهلية، مصر.

## المؤهلات العلمية
- ليسانس الحقوق عام 1976 من جامعة القاهرة بتقدير جيد جدا.
- دبلوم الدراسات العليا في القانون العام 1978 كلية الحقوق جامعة المنصورة بتقدير جيد.
- دبلوم الدراسات العليا في التشريع الضريبي عام 1979 كلية الحقوق جامعة القاهرة بتقدير جيد.
- دبلوم الدراسات العليا في العلوم المالية والاقتصادية عام 1980 من كلية الحقوق جامعة عين شمس بتقدير جيد.
- دكتوراه الفلسفة في الاقتصاد وعلم الإدارة من جامعة كيلي بإنجلترا عام 1986 في موضوع «direct foreign investment , transnational corporations and the transfer of technology to egypt»[2]

### التدرج العلمي
- معيد في قسم الاقتصاد والمالية العامة بكلية الحقوق جامعة المنصورة من 31/5/1977 حتى 7/10/1979
- مدرس مساعد بقسم الاقتصاد والمالية العامة بكلية الحقوق جامعة المنصورة من 8/10/1979 حتى 26/10/1986
- مدرس في قسم الاقتصاد والمالية العامة بكلية الحقوق جامعة المنصورة من 27/10/1986 حتى 28/1/1992 وذلك بعد السفر لبعثة خارجية كاملة إلى إنجلترا في أكتوبر 1982 .
- أستاذ مساعد في قسم الاقتصاد والمالية العامة بكلية الحقوق جامعة المنصورة من 29/1/1992 حتى 10/3/1997
- أستاذ في قسم الاقتصاد والمالية العامة بكلية الحقوق جامعة المنصورة من 11/3/1997 .

### الجمعيات العلمية
- الجمعية المصرية للاقتصاد السياسي والإحصاء والتشريع.
- جمعية القانون الدولي العام.
- الجمعية المصرية للمالية العامة والضرائب.
- عضو جدول المحكمين بمركز التحكيم التجاري لدول مجلس التعاون الخليجي - المنامة - البحرين.
- عضو جدول المحكمين بمركز التحكيم التجاري الاقليمى بجمهورية مصر العربية والتابع للأمم المتحدة.
- عضو نقابة المحامين المصرية

## الجوائز
1. جائزة مسابقة البحوث العلمية على مستوى المملكة العربية السعودية التي نظمها نادي أبها الأدبي عن بحث «دور القطاع الخاص في التنمية الصناعية في المملكة العربية السعودية عام 1993».
2. جائزة الدولة التشجيعية في العلوم البيئية والبحوث التربوية من أكاديمية البحث العلمي عن بحث «السياسات البيئية والتجارة الدولية - دراسة تحليلية للتأثير المتبادل سنة 1995»
3. جائزة الجامعة التشجيعية عن بحث «البنوك التجارية الدولية وأزمة المديونية العالمية سنة 1995»
4. جائزة الجامعة للتفوق العلمي في العلوم القانونية 27/6/ 2005

## حياته المهنية
- وكيل النائب العام في جمهورية مصر العربية 1976 – 1.
- قائم بعمل رئيس قسم الاقتصاد بدءاً من أكتوبر 1996 وحتى 1/4/1997
- أستاذ ورئيس قسم الاقتصاد بدءاً من 2/4/1997 وحتى 13/1/2006.
- وكيل الكلية لشئون التعليم والطلاب لمدة ثلاث سنوات من 23/10/2001 حتى 23/10/2004
- قائم بعمل وكيل الكلية للدراسات العليا والبحـوث بالقـرار رقم 153 بتاريـــخ 5/8/2004.
- وكيل الكلية للدراسات العليا والبحوث من 24/10/2004 وحتى 14/9/2007
- عميد الكلية اعتبارا من 15/9/2007 حتى 31/7/2009
- نائب رئيس الجامعة لشئون الدراسات العليا والبحوث اعتبارا من 1/8/2009
- رئيس جامعة المنصورة من 2011-2014
- وزير التعليم العالى من 2014-2015
- العمل مدير تحرير مجلة البحوث القانونية والاقتصادية بالكلية بدءاً من 1995 وحتى 14/9/2007
- المنسق الأكاديمي لشعبــة الدراسـة القانونية بلغة أجنبيــة من 2001 وحتى 23/10/2004 .
- مدير مركز الدراسات السياسية والدولية بدءاً من أبريل 1997 وحتى مارس 2001 (لمدة دورتين متتاليتين).
- رائد اتحاد طلاب لكلية حقوق المنصورة في العام الجامعي 98/1999م
- رائد لجنة الأسر الطلابية بالكلية 96/97- 97/1998 .
- عضو مجلس إدارة نادي أعضاء هيئة التدريس بجامعة المنصورة «ممثلاً لكلية الحقوق» خلال عام 1996-1997 .
- عضو لجنة المنشآت الجامعية بالجامعة 96/1997 - 98/1999 .
- عضو لجنة المعادلات بقطاع الدراسات الاقتصادية والسياسية بالمجلس الأعلى للجامعات حتى 2004 .
- عضو لجنة قطاع الدراسات السياسية والاقتصادية المنبثقة عن المجلس الأعلى للجامعات منذ 1998 وحتى الآن.
- منسق برنامج محاضرات الجوانب القانونية لقانون تنظيم الجامعات في إطار دورات تطوير قدرات أعضاء هيئة التدريس بالجامعة هذا فضلا عن اعطاء العديد من المحاضرات حول «الجوانب القانونية في قانون تنظيم الجامعات». .
- العضو القانوني في المكتب الفني بمكتب نائب رئيس الجامعة لشئون الدراسات العليا بقرار رئيس الجامعة رقم (2134) بتاريخ 23/11/2005 .
- عضو مجلس إدارة مركز تطوير الأداء الجامعي لمدة عامين اعتباراً من 27/2/2006 وذلك بموجب قرار مجلس الجامعة في جلسته (376) يوم الاثنين الموافق 27/2/2006 .
- عضو مجلس إدارة مركز دراسات الأدوية والمستحضرات الطبية والصيدلية والبيطرية من 7/5/2006 وحتى الآن.
- عضو لجنة الإشراف على شعبة الدراسة القانونية باللغة الأجنبية.
- عضو مجلس إدارة مركز الحاسب العلمي بكلية الحاسبات.
- عضو لجنة القيم لزرع الأعضاء بمركز جراحة الجهاز الهضمي.
- عضو لجنة قيم وأخلاقيات البث العلمي – بكلية الطب.
- عضو اللجنة العليا لتطوير التعليم بقرار وزير التربية والتعليم رقم 202 بتاريـخ 10/8/2004.
- رئيس بعثة جامعة المنصورة في أسبوع شباب الجامعات السادس في جامعة أسيوط والسابع في جامعة المنصورة 2005 والثامن المقرر عقده في جامعة المنوفية 2007 بقرار السيد أ.د / نائب رئيس الجامعة لشئون التعليم والطلاب
- عضو اللجنة الاستشارية لتطوير المناهج وأساليب التدريس في مركز تطوير الأداء الجامعي لجامعة المنصورة.
- رئيس وعضو لجنة الإعلام للإعداد لأسبوع شباب الجامعات العربية ورئيس اللجنة الفرعية للندوات
- عضو مجلس إدارة مركز الخدمة العامة لمدة 3 سنوات اعتبارا من 1/11/2007
- رئيس مجلس إدارة مجلة البحوث القانونية والاقتصادية بالكلية بدءاً من 15/9/2007 وحتى الآن
- عضو بمجلس إدارة الصندوق الفرعي للتكافل الاجتماعي لطلاب الجامعة للعام الجامعي 2007/2008
- عضو لجنة الإشراف على برنامج إعداد المعلم الجامعي علميا وإداريا وماليا عن الكليات النظرية اعتبارا من 27/9/2007
- رئيس المكتب الفني بجامعة المنصورة اعتبارا من 11/12/2007
- عضو بمجلس إدارة مركز التعليم المفتوح المركزي بجامعة المنصورة اعتبارا من 9/9/2008
- عضو اللجنة العلمية الدائمة في الدورة العاشرة من 2008 وإلى 2011
- رئيس مركز الاستشارات القانونية بالكلية
- رئيس مجلس إدارة مركز الدراسات السياسية والدولية.
- عضو لجنة لدراسة المشروعات الإنشائية المتعثرة بالجامعة
- عضو محكم في دول مجلس التعاون الخليجي
- عضو لجنة فحص الإنتاج العلمي بأكاديمية الشرطة اعتبارا من العام الدراسي 2008/2009 ولمدة ثلاث سنوات
- عضو لجنة الإشراف على انتخابات الاتحادات الطلابية بكليات الجامعة وفرعها بدمياط للعام الجامعي 2008 / 2009
- عضوا قانونيا بالمجلس الأعلى للمستشفيات الجامعية والمراكز الطبية المتخصصة بالجامعة اعتبارا من 18/1/2009
- تم تكليفة بوزارة التعليم العالي في وزارة إبراهيم محلب الثانية في 17 يونيو 2014.
- عضو لجنة اختيار رؤساء الجامعات الحكومية في مصر من 2018-حتى الآن
- عضو اللجنة الدائمة لترقيات الاساتذة والاساتذة المساعدين في الاقتصاد السياسى والمالية العامة في كليات الحقوق المصرية حتى الآن
- عضو لجنة اختيار الوظائف القيادية في وزارة التعليم العالى 2018 حتى الآن
- رئيس لجنة قطاع الدراسات القانونية في الجامعات المصرية والمنبثقة عن المجلس الاعلى للجامعات المصرية

## مؤلفاته

### كتب باللغة العربية
- مدخل إلى النظرية الاقتصادية - الجزء الأول «الاقتصاد الوحدى».
- مدخل إلى النظرية الاقتصادية - الجزء الثاني «الاقتصاد الكلى».
- مدخل إلى النظرية النقدية «النقود والمصارف».
- مـدخل لدراسـة التنمية الاقتصاديـة.
- الاقتصاد الدولي والسيـاســات الاقتصاديـة الدولية.
- مـــدخل لدراسة المالية العامة.
- مدخل لدراسة التشريعات المالية والضريبة.
- مقدمة في الإصلاح الضريبي مع التطبيق على جمهورية مصر العربيـة
- «الاقتصاد السياسي لحماية حقوق الملكية الفكرية - دراسة تحليلية» دار النهضة العربية / القاهرة 2005.
- «التجارة الالكترونية والعولمة» المنظمة العربية للتنمية الإدارية / القاهرة 2005.
- «الإصلاح الضريبي» تحت الطبع

### كتب باللغة الأنجليزية
- Introduction to Commercial Law
- Capital Flight Phenomenon
- An Introduction to DFI and TNCS in Egypt
- An introduction to Public Finance
- An introduction to “Contemporary Economic Issues”
- Economic studies in English , 2004-2005
- Money & Banking
- كتب دراسية باللغة الإنجليزية لطلبة السنة الأولى والثانية والثالثة بالكلية.
- Economic Resources and Economic Evolution

## العمل العلمي
- تحكيم العديد من الأبحاث التي تنشر في مجلة البحوث القانونية والاقتصادية التي تصدرها الكلية والمجلات الأجنبية
- معد محتوى مادة حقوق إنسان وكذلك القيام بدور المنسق الأكاديمي والذي يدرس في كل كليات الجامعة بتكليف من أ.د/ نائب رئيس الجامعة لشئون التعليم والطلاب
- عضو اللجنة العلمية لمراجعة كتاب اقتصاد الثانوية العامة للعام الدراسي 2005/2006
- التدريس في دبلوم الدراسات العليا في الاقتصاد والمالية العامة ودبلوم القانون العام
- تحكيم العديد من الأبحاث للنشر في مجلة الكلية من الجامعات المصرية والجامعات العربية
- تحكيم عدد من الأبحاث للترقية لدرجة أستاذ - أستاذ مساعد قسم الاقتصاد في الجامعات المصرية والعربية المختلفة في أبريل 2006.
- تحكيم العديد من الأبحاث المقدمة للنشر في المجلات المصرية والعربية
- الإشراف على العديد من أبحاث طلاب دبلوم العلوم الاقتصادية والمالية للعم الجامعي 2005/2006

### المهمات العلمية بالخارج
- بعثة الحكومة المصرية للحصول على درجة الدكتوراه في «الاستثمار الأجنبي المباشر ونقل التكنولوجيا للدول النامية - مصر» من إنجلترا خلال الفترة 1982- 1986 .
- مهمة علمية من السفارة الأمريكية بالقاهرة - الملحقة الثقافية بالولايات المتحدة لدراسة تطور الدراسات القانونية بالجامعات الأمريكية خلال الفترة من نهاية أغسطس 1998 حتى 20/9/1998 وذلك في جامعات ولايات واشنطن د.س - كاليفورنيا، شيكاغو ونيويورك.
- أستاذ زائر بقسم الاقتصاد والإدارة، بجامعة كييل بالمملكة المتحدة وإنجلترا Keele University خلال يونيو - أغسطس 2000 .
- السفر في مهمة علمية لدولة قطر/ جامعة قطر م كلية القانون وذلك لتقديم بعض الاستشارات والإشراف على تطبيق برنامج الدراسة القانونية باللغة الإنجليزية وذلك في يوم 3/9/2005 حتى 17/9/2000 للمرة الثانية الأولى كانت في 18/12/2004 .

### انجازات اثناء توليه وزارة التعليم العالى
- عمل الاستراتيجية الأمنية للجامعات المصرية.
- عمل نظام جديد لاختيار القيادات الجامعية.
- وضع إستراتيجية وطنية جديدة للتعليم العالي حتى عام 2030.
- إعداد خريطة مستقبلية للتعليم العالي في مصر حتى عام 2030.
- إعداد مشروع قانون موحد للتعليم العالي.
- دمج تكنولوجيا المعلومات (IT) في منظومة التعليم العالي.
- العمل على تطوير نظم القبول بالجامعات والمعاهد المصرية.
- تطوير نظام التعليم المفتوح، تطوير التعليم العالي الفني.
- زيادة دعم المستشفيات الجامعية، إعداد مشروع القانون الخاص بها.
- وضع نظام جديد لتصنيف الجامعات المصرية، إصدار اللائحة المالية والإدارية للاتحادات الطلابية.
- إنشاء مركز قومي لتنمية الولاء والانتماء، وإحياء دور معهد إعداد القادة بحلوان.
- تفعيل برلمان الشباب، إطلاق العديد من المبادرات الطلابية.
- التوسع في إتاحة التعليم العالي وتنسيق قبول الطلاب بالجامعات والمعاهد.
- زيادة نسبة القبول بالجامعات والمعاهد الخاصة، دعم طلاب سيناء والمناطق الحدودية.
- تعظيم مشاركة القطاعين الخاص والأهلي في التعليم العالي، تحديث هيكل وحدة إدارة مشروعات تطوير التعليم العالي.
- تطوير نظام البعثات المصري، تطوير منظومة الطلاب الوافدين والمنح المصرية للدول الشقيقة.
- الربط بين الجامعات المصرية، ومؤسسات البحوث والإنتاج في مصر.
- تشجيع التعاون الدولي بما يدعم المصالح الوطنية لمصر، تطوير منظومة الدراسات العليا والبحوث.
- إنشاء مركز لتنمية وتطوير ابتكارات الشباب، التنمية البشرية ومكافحة الفساد.
- إنشاء إدارة للتنمية البشرية بالوزارة، رعاية العاملين بالكادر العام.
- تصعيد الصفوف الثانية والثالثة من العاملين بالوزارة، مكافحة الفساد في التعليم العالي.
- إطلاق مبادرة وطنية لمحو الأمية تتبناها الجامعات المصرية، وقبول طلاب ذوي الإعاقة السمعية لأول مرة.
- إعفاء الجامعات من تحويل نسبة 25% المقررة على أرصدة الصناديق والحسابات الخاصة والمراكز والوحدات ذات الطابع الخاص.